# Jacques Savatier
Pour les articles homonymes, voir Savatier.
Jacques Savatier, né le 23 octobre 1952 à Fontenay-le-Comte, est un homme politique français. 
Il est député de la 1re circonscription de la Vienne de 2017 à 2020, sous l'étiquette de La République en Marche.

## Biographie
Jacques Savatier est ingénieur agronome, ingénieur général des ponts, des eaux et des forêts. Son activité professionnelle se déroule auprès d'administrations de l'État, de collectivités locales et d'entreprises.
Il commence sa carrière à l'Inspection générale d'Agronomie de la région Centre (de 1976 à 1978), puis de la région Poitou-Charentes (de 1978 à 1981). Puis en 1982 et jusqu'en 1990, pour cette même région, il est chargé des affaires rurales, puis des affaires économiques, de l'aménagement du territoire et de l'environnement. De 1993 à 1997, il est directeur du tourisme pour le conseil général de la Vienne auprès du Futuroscope.
De 1981 à 1982, il est chargé de mission, auprès du préfet de la région Poitou-Charentes, pour l'agriculture l'aménagement rural, l'environnement et l'éducation.  En 1990, toujours auprès du préfet de Poitou-Charentes, il est chargé d'une mission nationale pour la DATAR (aménagement du littoral, application de la loi de 1986). De 1992 à 1993, il est directeur régional de l'environnement Poitou-Charentes (DIREN). En 1997, il est nommé secrétaire général pour les Affaires régionales (SGAR) de la région Centre
En avril 2003, il est nommé directeur, conseiller du président et du directeur général de La Poste pour la concertation et la présence territoriales. En 2008, il est également directeur du développement durable du groupe La Poste. Il est à la retraite depuis le 1er avril 2016.

## Mandats et fonctions
Jacques Savatier est conseiller municipal de Montamisé, commune de la couronne de Poitiers, pendant douze ans.
Il est élu député dans la 1re circonscription de la Vienne, lors du second tour des législatives de 2017 avec 59,62 % des voix devant Céline Cuvillier (La France insoumise).
Il est membre de la commission de surveillance de la Caisse des dépôts et consignations.
Par décret du 4 octobre 2018, il est chargé, avec Arnaud de Belenet, sénateur de l'Union centriste,  d'une mission temporaire ayant pour objet la formation et la gestion des carrières des agents des collectivités territoriales.
Il quitte l'Assemblée nationale le 24 août 2020.